# 小林豊 (実業家)
小林 豊（こばやし ゆたか、1951年（昭和26年）3月2日 - ）は、日本のテレビディレクター、テレビプロデューサー、実業家。フジテレビジョン、フジ・メディア・ホールディングス取締役、テレビ静岡社長などを歴任した。静岡市在住。
愛称は「ブッチャー」「ぶーちゃん（ぶぅちゃん）」。

## 来歴・人物
静岡県清水市（現在の静岡市清水区）出身。中学3年生のときに父親が亡くなり、それも影響してか高校受験に失敗。1年間、中学浪人生活を送る。その後静岡県立清水東高等学校を経て、専修大学経営学部卒業。高校時代は野球部に入部したが（同期に山下大輔がおり、自身は三塁手で遊撃手の山下と三遊間を組んだ）、新人戦に向けた練習中にノックの打球が眼を直撃し、視力が大きく落ちてしまったため退部した。
大学在学中からテレビ局でアルバイトを始める。最初は大学1年の夏休みに北海道の牧場で働いていた際、TBSの取材を受けたのがきっかけで、そのままTBSのアルバイトとなり、吉永春子ディレクターなどの下で、ドキュメンタリー番組などのアシスタントディレクターとして働いた。翌年秋には当時の青柳報道制作部長の紹介で東京12チャンネル（現・テレビ東京）に移り、アシスタントディレクターなる。週7本のレギュラー担当番組を抱え、12チャンネルからは正社員として入社を誘われた。ところが、入社試験を受けたところ不合格となる。そこで、後に千代田企画を立ち上げる藤巻正義の紹介で、フジテレビの直系制作会社であるフジポニーに入社した。この時代のフジテレビは、合理化によって制作部門を分社化しており、フジポニーもその一つだった。

### フジテレビに転籍
1980年にフジテレビが社内に制作部門を復活させることとなり、フジポニーを含む当時の直系制作会社を吸収することになったため、フジテレビに転籍した。
1980年代は『オレたちひょうきん族』や『森田一義アワー 笑っていいとも!』のディレクターを担当。『笑っていいとも!』の放送開始から、担当を外れる1987年10月2日までは『テレフォンディレクター ブッチャー小林』名義で、『テレフォンショッキング』のアシスタントとして出演した。愛称の「ブッチャー」は、プロレスラーのアブドーラ・ザ・ブッチャーに由来し、名付け親は島田紳助である。出演する時間が迫ってくると緊張し、トイレで吐くのが常で、目は充血。司会のタモリから「（昨夜は遅くまで酒を）飲んでた」などとちゃかされる要因になった。「それほどテレビに映るのが嫌だったということですよ」と小林は明かす。1983年の『テレフォンショッキング』にプロレスラーの長州力が出演したときには、「彼と僕は大学の同級生なんです」と話があり、小林も「そうなんです。長州さんはレスリングばかりやってて、僕はバイト三昧でした」と振り返っていた。特撮テレビドラマ『TVオバケてれもんじゃ』（1985年）にゲスト出演の頃から「ぶーちゃん小林」に呼称が変更されている。
1992年、制作から営業へ異動。当初は「営業で人脈を作ったら独立して制作会社をやろう」という腹積もりだったが、気がついたら「辞めるはずが10年近くも続けてしまい」とのことで、2001年には営業局長に就任。営業局長時代には『お台場明石城』に奉行の1人として出演した。
2005年6月、執行役員に昇進し、スポーツ局長に就任したが、異動直後の7月に起きたジャニーズ事務所所属の人気グループ「NEWS」の当時18歳のメンバーとフジテレビ女性アナウンサーとの飲酒事件で減俸処分を受けた。
2007年6月、フジテレビ（現・フジ・メディア・ホールディングス）取締役に選任され、2008年10月に分社化・新規設立されたフジテレビジョンの取締役を兼務する。

### テレビ静岡社長
2009年6月、フジ・メディア・ホールディング及びフジテレビの取締役を退任し、同月末、郷里のテレビ静岡社長に就任した。この年の9月、癌を再発した妻を亡くしている。トップ在任時には、負担が大きいとして社内で反対の意見が過半を占める中、情報ワイド番組『情報ワイド てっぺん静岡』をスタートさせ、新社屋の建設にも取り組んだ。
2011年7月23日・24日放送の『FNS27時間テレビ』には、テレビ静岡チームの応援団として24年ぶりにメディア出演。翌年7月21日・22日放送の『FNS27時間テレビ』にも引き続き応援団として出演し、中継を介してタモリと再会した。
2019年6月、フジテレビで同僚だった若松誠に社長を譲り、相談役に退いた。
2020年、都内のテレビ制作会社に勤務する25歳年下の女性と再婚。
2021年4月、旭日小綬章受章。

## 担当番組
- オレたちひょうきん族（前期、ディレクター）
- 笑ってる場合ですよ!（ディレクター）
- 笑っていいとも!（ディレクター、1982年10月4日 - 1987年10月2日）
- ライオンのいただきます（ディレクター）
- 夜はタマたマ男だけ!!（ディレクター）
- 所さんのただものではない!（プロデューサー兼ディレクター）

## 出演番組
- 笑っていいとも! テレフォンショッキング（1982年10月4日 - 1987年10月2日）
- TVオバケてれもんじゃ（1985年）